# Benedikta Ebbesdotter
Benedikta Ebbesdotter Hvide (1165/1170 – 1199/1200) byla švédská královna, první manželka Sverkera II. Říkalo se jí také královna Bengta.

## Život
Benedikta se narodila v dánském Knadrupu mezi lety 1165 a 1170 jako dcera šlechtice Ebbe Sunessona Hvide. Za Sverkera Karlssona se provdala okolo roku 1185. S ním pak měla jistě dceru Helenu, matku pozdější švédské královny Kateřiny, a zřejmě i další děti, které uvádějí různé prameny.
Její manžel se stal králem v roce 1196. V tom samém roce se z Francie vrátil její příbuzný Andreas Sunesson a stal se vůdčí osobností v církevních politických kruzích, společně s dalším Benediktiným příbuzným, arcibiskupem z Lundu Absalonem.
Královna Benedikta je popisována jako zbožná a podporovala mocenské ambice církve a arcibiskupa Olofa Lambatungy v Uppsale. Zemřela v roce 1199 nebo 1200. Příčina její smrti není známá, možná se tak stalo při porodu.